# 青森県道122号酸ケ湯高田線
青森県道122号酸ケ湯高田線（あおもりけんどう122ごう すかゆたかだせん）は、青森県青森市を通る一般県道である。

## 概要
酸ヶ湯の国道103号上から路線が始まり、城ヶ倉温泉付近で国道103号から北西に分岐、青森市高田で青森県道44号青森環状野内線に合流する。

### 路線データ
- 実延長 : 22.45 km[1]
- 起点 : 青森市（酸ヶ湯温泉）[2]
- 終点 : 青森市高田[2]（青森県道44号青森環状野内線交点）

## 歴史
- 1961年（昭和36年）2月10日 - 県道に認定される[2]。

## 路線状況

### 冬期通行止め
- 青森市酸ヶ湯 - 青森市下湯（11月下旬 - 5月下旬）

## 地理

### 交差する道路
- 国道103号（青森市大字荒川、起点）
- 国道394号（青森市大字荒川）
- 国道103号（青森市大字荒川）
- 青森県道44号青森環状野内線（青森市高田、終点）

### 沿線の施設など
- 青森市立高田中学校
- 青森市立野沢小学校
- 下湯温泉郷
- 下湯ダム（下湯ダム管理事務所）

### 冬期閉鎖区間内にある施設・設備
- 水辺公園
- あやめ公園